# Estação Francisco Goitia
A Estação Francisco Goitia é uma das estações do VLT da Cidade do México, situada na Cidade do México, entre a Estação Huichapan e a Estação Xochimilco. Administrada pelo Servicio de Transportes Eléctricos de la Ciudad de México (STECDMX), faz parte da Linha 1.
Foi inaugurada em 29 de novembro de 1988. Localiza-se no cruzamento da Avenida 20 de Noviembre com a Rua Rosas, a Rua Arroyo San Marcos e a Rua División del Norte. Atende o bairro San Marcos, situado na demarcação territorial de Xochimilco.